# Животворящ източник (Амбелокипи)
„Света Богородица Животворящ източник“ (на гръцки: Ι. Ν. Ζωοδόχου Πηγής Αμπελοκήπων) е енорийска църква в солунското предградие Амбелокипи, Гърция, част от на Неаполската и Ставруполска епархия.
Църквата е разположена на улица „Зоодохос Пиги“ № 25. Първият храм е построен в 1926 година от бежанския силогос на Амбелокипи и започва да работи в 1928 г. През 1931 година силогосът изготвя планове за нов храм, завършен в 1947 година.
В архитектурно отношение е трикорабна базилика с две камбанарии по фасадата. Осветен е на 1 ноември 1959 г. от епископ Стефан Талантски с поръка от митрополит Пантелеймон Солунски.
През 1996 г. е обновен притвора, а през 1998 г. радикално е обновена цялата църква. Храмът е изписан в 2000 – 2007 година.
В храма се пази изключително ценна икона на Света Богородица Пътеводителка от XV век.